# Edwin Kindle
Edwin Kindle (* 14. Mai 1942; † 19. Oktober 1989) war ein liechtensteinischer Ingenieur.

## Leben

### Ausbildung und Beruf
Kindle besuchte die Volksschule Triesen sowie die Realschule Vaduz. Nach Beendigung der Schule 1958 machte er eine Mechanikerlehre bei der Balzers AG. 1962 absolvierte er die Lehrabschlussprüfung und arbeitete nun bei der Balzers AG. Erst im Physiklabor, später in der Konstruktionsabteilung für Hochvakuumventile. Neben seiner Arbeit absolvierte er ein Studium zum Maschinenbauingenieur am Abendtechnikum Vaduz. 1964 wurde er bei der Hoval AG in der Werkzeugkonstruktion tätig. 1965 erfolgte hier seine Beförderung zum Konstruktionschef für Werkzeuge und Vorrichtungsbau. Im Jahr 1967 erhielt Kindle schließlich sein Ingenieurdiplom. 1976 begann er in der Entwicklungsabteilung der Hilti AG zu arbeiten. Nachdem er 1981 stellvertretender Entwicklungsleiter wurde, übernahm er 1984 die Leitung der gesamten Direktmontage-Entwicklung. 1986 machte sich Kindle selbstständig und gründete sein eigenes Ingenieurbüro.

### Politisches und soziales Engagement
Kindle engagierte sich im 1965 gegründeten Liechtensteinischen Entwicklungsdienst (LED). 1972 wurde er von der Regierung in den Stiftungsrat berufen. Vier Jahre später übernahm er das Präsidium des Entwicklungsdienstes und bekleidete dieses Amt die nächsten 13 Jahre bis 1988, als er zurücktrat um sich verstärkt seinem Ingenieurbüro zu widmen.
Von 1975 bis 1983 gehörte er dem Gemeinderat von Triesen an. Von 1982 bis 1986 war er für die Fortschrittliche Bürgerpartei (FBP) stellvertretender Abgeordneter im Landtag des Fürstentums Liechtenstein und fungierte als solcher von 1982 bis 1984 als Mitglied der liechtensteinischen Parlamentarierdelegation beim Europarat.
1976 war Kindle einer der Mitbegründer des Samaritervereins Triesen und wurde bis zu seinem Tod dessen Präsident. Des Weiteren vertrat er den Dachverband des Liechtensteinischen Samariterverbandes im Exekutivkomitee des Liechtensteinischen Roten Kreuzes, gehörte dem Aufsichtsrat der Liechtensteinischen Landesbank an, war Begründer und Präsident der Ingenieurvereinigung „Archimedes“ sowie Mitglied im Europäischen Arbeitskreis für Erwachsenenbildung in der Dritten Welt und gehörte dem Vorstand der Liechtensteinischen Caritas an.

### Familie
Am 19. Oktober 1989 starb Kindle im Alter von 47 Jahren an einem Herzinfarkt. Er war seit dem 6. Mai 1967 mit der aus Rorschach stammenden Trudy Moser verheiratet. Aus der Ehe gingen drei Kinder, ein Sohn und zwei Töchter hervor. Sein Sohn Elmar wurde später Landtagsabgeordneter.